# Entrambasaguas
Entrambasaguas est une commune espagnole située en communauté autonome monoprovinciale de Cantabrie, dans la comarque de Trasmiera (es).

## Géographie
La commune d'Entrambasaguas est composée des localités suivantes
- El Bosque
- Entrambasaguas (chef lieu).
- Hornedo
- Hoznayo
- Navajeda
- Puente Agüero
- Santa Marina

## Galerie

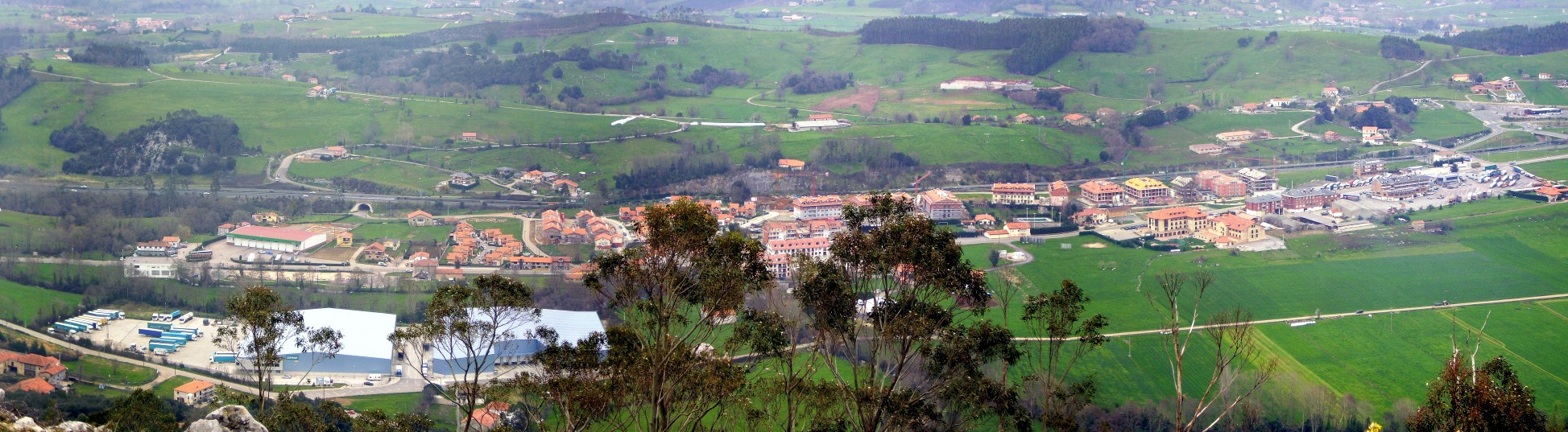
Vue panoramique de la localité de Hoznayo.

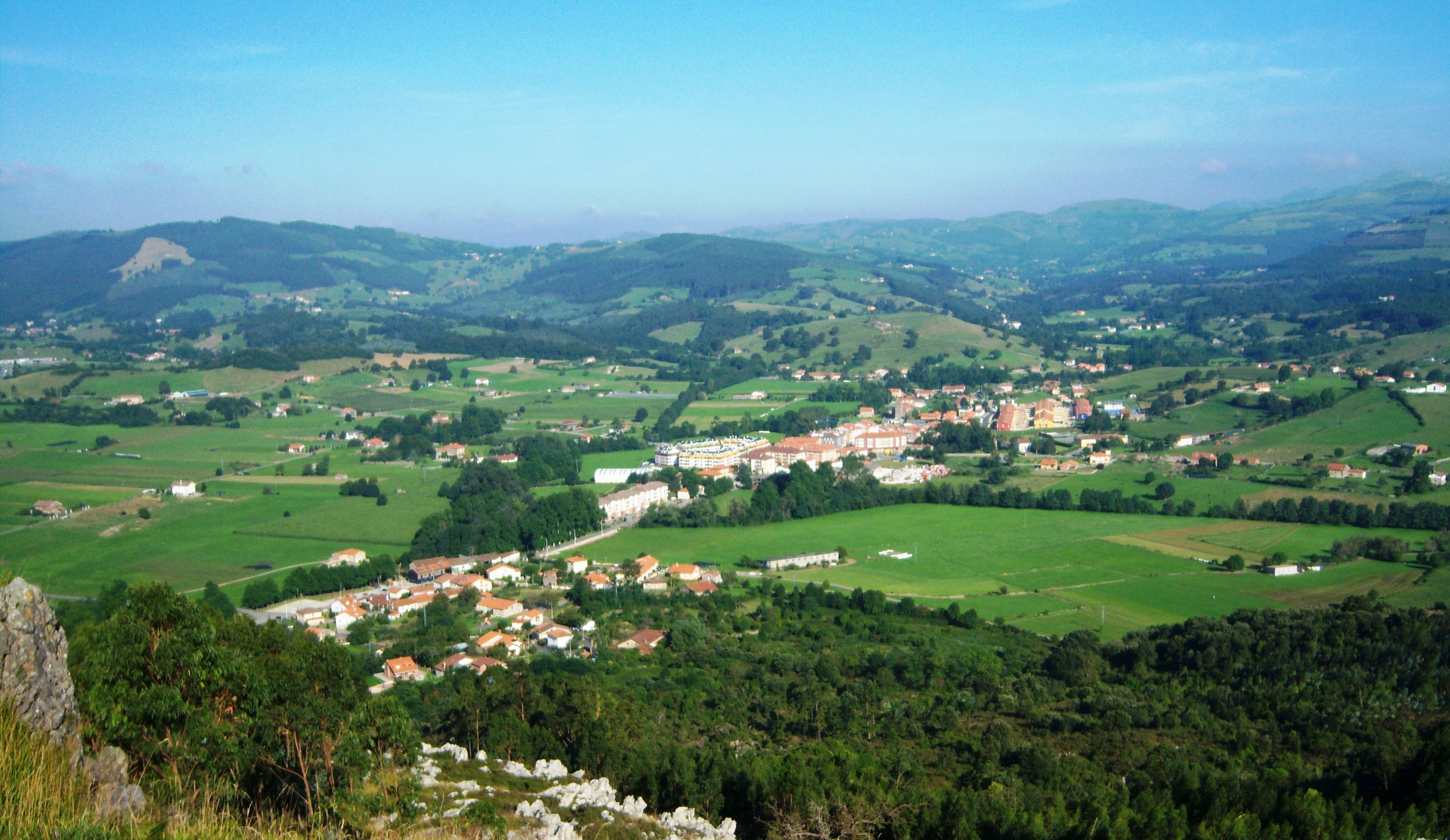
Entrambasaguas vue depuis le pic Vizmaya.
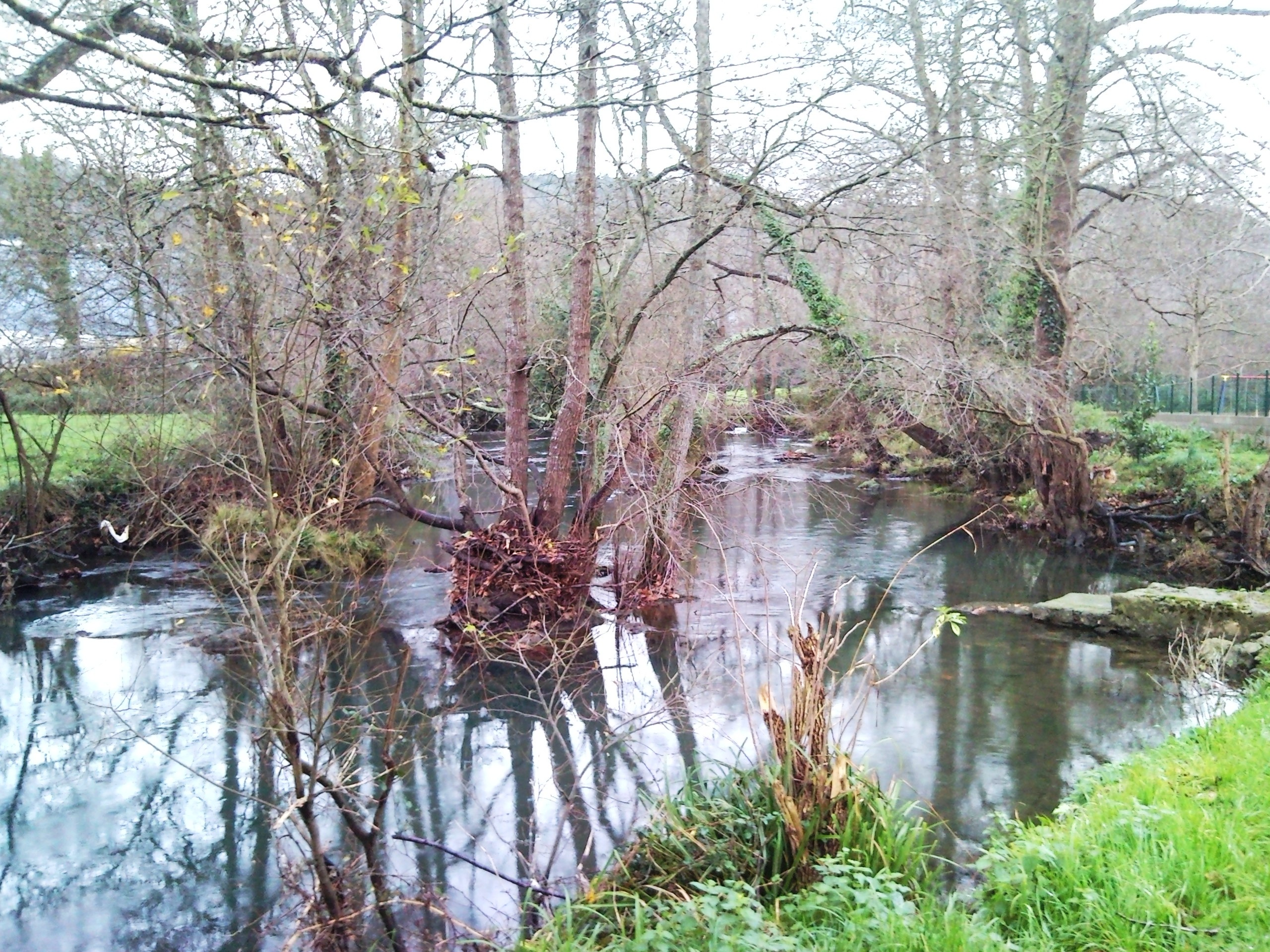
Río Aguanaz